# Wilhelm Ulbrich
Wilhelm Ulbrich (* 10. September 1846 in Lichte; † 16. Oktober 1922 ebenda) war ein deutscher Modelleur, Heimatdichter und langjähriger Berichterstatter der damaligen Landeszeitung Schwarzburgbote.  Er entstammte einer alteingesessenen thüringischen Porzellienerfamilie.

## Leben
Neben seiner großen Leidenschaft der Dichtkunst war Wilhelm Ulbrich
- Obmann des Südthüringer Turngaus
- 1884 Kreisvertreter und Ehrenmitglied des XIII. Deutschen Turnkreises (Thüringen)
- Ehrenmitglied in zahlreichen regionalen Vereinen und Organisationen u. a. im Thüringischen Kreisturnrat

## Veröffentlichungen
- 1878 Band 1, Gedichte, Lieder, Sagen und Märchen des Thüringer Waldes, Druck von Ad. Riese in Saalfeld
- 1902 Band 2, Gedichte in der Volksmundart, Verlag der Fürstl. Priv. Hofbuchdruckerei, Rudolstadt

## Ehrungen
- Goldene Verdienstmedaille vom Fürsten von Reuß jüngere Linie
- Ehrenmedaille in Gold vom Fürsten Günter zu Schwarzburg-Rudolstadt